# Omska gorączka krwotoczna
Omska gorączka krwotoczna – opisana w połowie XX wieku choroba wirusowa ludzi i niektórych nornikowatych występująca w zachodniej Syberii (okolice Omska, Nowosybirska, Kurgania i Tiumeni)

## Etiologia
Omska gorączka krwotoczna wywoływana jest przez wirusa OHFV (Omsk hemorrhagic fever virus) z rodziny Flaviviridae. Wektorem OHFV są kleszcze Dermacentor reticulatus, Dermacentor marginatus, Ixodes persulcatus. Transmitują one wirusa na ludzi i gryzonie. (głównie karczownik ziemnowodny – Arvicola terrestris ale także  piżmak – Ondatra zibethica).
U ludzi istnieje także możliwość bezpośredniego zarażenia chorobą od piżmaków, w wyniku kontaktu z ich odchodami i krwią, ale także poprzez wypicie wody skażonej wirusem.
Eksperymentalnie dowiedziono, że podobnie do piżmaków mogą chorować norniki (np. Microtus gregalis) dlatego uważa się, że kontakt także z tymi gryzoniami może być dla ludzi potencjalnym źródłem choroby.

## Objawy i przebieg
Po 3-8 dniach inkubacji pojawiają się gorączka, ból głowy, powiększenie węzłów szyjnych, bóle mięśni, kaszel, dolegliwości żołądkowe i towarzyszące im objawy odwodnienia. Na podniebieniu miękkim występują zmiany grudkowo-pęcherzykowe, natomiast nie obserwuje się wysypki na skórze. Mogą pojawić się wylewy podspojówkowe. W kilku przypadkach opisano krwotoki. Po 1-2 tygodniach część pacjentów wraca do pełni zdrowia, ale na początku trzeciego tygodnia u większości zarażonych pojawiają się zaburzenia ze strony ośrodkowego układu nerwowego (ubytki słuchu, objawy zapalenia mózgu)
Śmiertelność w przebiegu zakażenia ocenia się na 1-10% przypadków.

## Diagnostyka
Rozpoznanie potwierdza się izolując wirusa z próbki krwi albo oznaczając testem ELISA.

## Leczenie
Leczenie objawowe, przyczynowe nie jest znane. Przebycie zakażenia powoduje powstanie odporności.

## Szczepienie
Opracowano niedostępną komercyjnie szczepionkę z hodowli wirusa na mózgach mysich, inaktywowaną formaldehydem.